# Anotia punctata
Anotia punctata är en insektsart som beskrevs av Metcalf 1938. Anotia punctata ingår i släktet Anotia och familjen Derbidae. Inga underarter finns listade i Catalogue of Life.